# Bitwa pod Marracuene
Bitwa pod Marracuene – starcie zbrojne, które miało miejsce w 1895.
W roku 1895 miała miejsce wojskowa ekspedycja portugalska skierowana przeciwko mozambickiemu wodzowi Ngungunhane. Siły biorące udział w kampanii liczyły 432 Europejczyków, 307 żołnierzy z Angoli oraz 73 policjantów z 4 działami. Ngungunhane dysponował oddziałem wojowników liczącym 2000 ludzi. Oddział portugalski dowodzony przez  José Ribeiro Júniora osłaniany dodatkowo przez flotę uzbrojonych statków płynących rzeką Incomati skierował się do Marracuane, gdzie znajdowały się siły mozambickie. W wyniku bitwy flota zbombardowała zabudowania i pozycje obrońców w miasteczku, które następnie starano się otoczyć. W pewnym momencie Angolczycy rozpoczęli odwrót co umożliwiło ucieczkę z miasteczka wojownikom Ngungunhae. W tej sytuacji po kilku godzinach wymiany ognia Portugalczycy wkroczyli do Marracuene. Straty portugalskie wyniosły 3 zabitych i 9 rannych. Angolczycy utracili 20 zabitych i 19 rannych. Ngungunhane stracił 70 ludzi. 